# Premier gouvernement de l'État espagnol
État espagnol
• Junta de Defensa Nacional
• XXVIe Gouvernement de la République
• Conseil national de défense Franco II
Le Premier gouvernement de l'État espagnol (Primer gobierno del Estado español) était le gouvernement de l'Espagne du 31 janvier 1938 au 9 août 1939 siégeant à Burgos.

## Composition
| Poste                                                                           | Titulaire                     |
| ------------------------------------------------------------------------------- | ----------------------------- |
| Président du gouvernement                                                       | Francisco Franco              |
| Vice-président Ministre des Affaires étrangères                                 | Francisco Gómez-Jordana Sousa |
| Ministres                                                                       |                               |
| Ministre de la Justice                                                          | Tomás Domínguez Arévalo       |
| Ministre de la Défense                                                          | Général Dávila Arrondo        |
| Ministre de l'Industrie et du Commerce                                          | Juan Antonio Suanzes          |
| Ministre de l'Intérieur                                                         | Ramón Serrano Súñer           |
| Ministre des Travaux publics                                                    | Alfonso Peña Boeuf            |
| Ministre de l'Agriculture et Ministre, secrétaire général du Mouvement national | Raimundo Fernández Cuesta     |
| Ministre de l'Éducation nationale                                               | Pedro Sainz Rodríguez         |
| Ministre des Finances                                                           | Andrés Amado Reygondaud       |
| Ministre de l'Ordre public                                                      | Severiano Martínez Anido      |
| Ministre des Organisations et de l'Action syndicale                             | Pedro González Bueno y Bocos  |